# إنت عمري (أغنية)
إنت عمري أغنيّة من أغاني أم كلثوم، تأليف الشاعر أحمد شفيق كامل ألحان محمد عبد الوهاب وسميت هذه الأغنية لقاء السحاب لأنها كانت أول تعاون فني بين أم كلثوم ومحمد عبد الوهاب. وهي من مقام الكرد. غنى العديد من المغنيين والمغنيات المشاهير هذه الأغنية ومنهم آمال ماهر وسريت حداد وأشهرهم الفنانة مي فاروق.

## وصلات خارجية
- الكلمات باللغة العربية
- أم كلثوم - إنت عمري
- آمال ماهر - إنت عمري
- سريت حداد - إنت عمري
- الكلمات باللغة الإنجليزية على Shira.net